# Buariki
Buariki es una isla en el norte del atolón de Tarawa en las islas Gilbert, de la República de Kiribati, y fue el sitio de la batalla de Buariki en la Segunda Guerra Mundial.

## Geografía
Buariki se encuentra a 31 km de Bairiki en el sur de Tarawa y 60 km desde el atolón vecino de Marakei.

## Historia
En la Segunda Guerra Mundial, la batalla final de la campaña de Tarawa ocurrió aquí el 26 de noviembre de 1943, al Batallón de los Estados Unidos segundos marines libraron la batalla de Buariki. Toda la fuerza de sobrevivientes japoneses de 156, que había escapado a Betio y quedaron atrapados en Buariki, lucharon hasta la muerte. Los infantes de marina perdieron 34 hombres, mientras que 56 fueron heridos.
- Datos: Q2400204